# Gortschakow

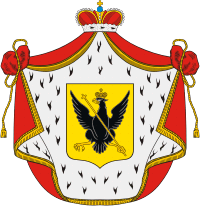
Wappen der Fürsten Gortschakow

Die Gortschakows (russisch Горчаковы) sind ein russisches Fürstengeschlecht rurikidischer Abstammung. Als gemeinsamer Vorfahre der Gortschakows gilt Fürst Roman Iwanowitsch, ein Ururenkel des Großfürsten Michael von Tschernigow (1179–1246). Der Familienname Gortschakow stammt von Iwan Fjodorowitsch Gortschak, Statthalter in Przemyśl.

## Die baltische Linie der Fürsten Gortschakow
Am 11. Dezember 1865 wurde Fürst Alexander Michailowitsch Gortschakow als Ehrenmitglied in die estländische Adelsmatrikel aufgenommen und das Indigenat auf dessen Nachkommen ausgedehnt. Das Geschlecht wurde ebenfalls in die Livländische und Öselsche Ritterschaft immatrikuliert.

### Vorfahren
Fürst Iwan Fjodorowitsch Gortschack, 1538 Statthalter, 1536–1564 Wojewode in Rjashsk
- Fürst Peter Iwanowitsch (* um 1570; † 1611 in polnischer Gefangenschaft), Gutsbesitzer, 2. Wojewode in Smolensk
  - Fürst Wassali Dmitrijewitsch, Gutsbesitzer im Kreis Moskau, Wojewode ⚭ Afimja Uwarow
    - Fürst Fjedor Wassiljewitsch (1646–1699), Gutsbesitzer im Kreis Moskau ⚭ Nastassia Fedorowna Baskakow († 1736)
      - Fürst Iwan Fjedorowitsch (1694–1750), Oberstleutnant, Gutsbesitzer im Kreis Moskau, Wojewode ⚭ Tatjana Fürstin Mortkin
        - Fürst Alexei Iwanowitsch (1737–1805), Großgrundbesitzer, Kollegienassessor ⚭ Anna Peschtschurow
          - Fürst Michael Alexejewitsch (1768–1831), baltische Linie

### Baltische Stammfolge
Michael Alexejewitsch Fürst Gortschakow (* 29. Oktober 1768; † 30. Dezember 1831), russischer Generalmajor ⚭ Helene Dorothea von Fersen (1766–1822) aus Livland
- Alexander Michailowitsch Gortschakow (* 15. Juni 1798 in Hapsal; † 11. März 1883 in Baden-Baden), russischer Gesandter, Staatsmann ⚭ Marina Fürstin Urussow († 1853 in Baden-Baden)
  - Michael Alexandrowitsch Fürst Gortschakow (* 24. August 1839 in Moskau; † 12. Juli 1897 in Sankt Petersburg), Geheimrat, Gesandter in Madrid
  - Konstantin Alexandrowitsch Fürst Gortschakow (* 5. Dezember 1841 in Sankt Petersburg; † 1916 ebenda), Stallmeister ⚭ Maria Fürstin Sturdza (* 1849)
    - Alexander Konstantinowitsch Fürst Gortschakow (* 17. September 1875 in Vevey; † 18. März 1916 in Sankt Petersburg) Kammerjunker, Kreisadelsmarschall von Perejaslaw ⚭ Darja Bibikow (* 1883)
      - Michael Alexandrowitsch Fürst Gortschakow (30. Januar 1905 in Sankt Petersburg) ⚭ Gräfin Olga Orlow-Dawydow
      - Konstantin Alexandrowitsch Fürst Gortschakow (* 25. April 1906 in Berlin)

    - Boris Konstantinowitsch Fürs Gortschakow (* 1. Juni 1879 in Freiburg i.B)
    - Michael Konstantinowitsch Fürst Gortschakow (* 24. August 1880 in Baden-Baden; 7. März 1961 in Herblay-sur-Seine), Kammerjunker ⚭ Natalie Charitonenko

## Persönlichkeiten
Zu den bekanntesten Mitgliedern der Familie zählen:
- Fürst Alexei Iwanowitsch Gortschakow (1769–1817; General der Infanterie) war ein Neffe Suworows und diente unter diesem im Russisch-Türkischen Krieg 1787–1792 und danach im Russisch-Polnischen Krieg 1792, im Zweiten Koalitionskrieg 1799–1802 in der Schweiz und Italien und im Vierten Koalitionskrieg 1806/07 in Polen. Er war von 1812 bis 1815 russischer Kriegsminister.
- Fürst Andrei Iwanowitsch Gortschakow (1779–1855; General der Infanterie), Bruder Alexei Iwanowitschs, diente im Zweiten Koalitionskrieg 1799–1802 in der Schweiz und Italien, im Vierten Koalitionskrieg 1806/07 in Polen und im Krieg von 1812 bis 1814 gegen Napoleon.
- Fürst Pjotr Dmitrijewitsch Gortschakow (1790–1868; General der Infanterie) diente unter Kamenski und Kutusow im Russisch-Türkischen Krieg 1806–12 und im Krieg gegen Frankreich 1812–14, unter Sayn-Wittgenstein im Russisch-Türkischen Krieg 1828/29 und war von 1839 bis 1851 Gouverneur von Ostsibirien. Von 1853 bis 1855 befehligte er Armeekorps im Krimkrieg.
- Fürst Michail Dmitrijewitsch Gortschakow (1792–1861; General der Artillerie), Bruder Pjotr Dmitrijewitschs, diente im Russisch-Persischen Krieg 1804–1813, im Krieg gegen Frankreich 1812–1814, im Russisch-Türkischen Krieg 1828/29 und im Novemberaufstand in Polen. Danach diente er als Chef des Armeestabs und Gouverneur von Warschau und nahm an der Unterdrückung der Revolution in Ungarn 1848/49 teil. Im Krimkrieg 1853–1856 befehligte er als Oberkommandierender den russischen Angriff auf Walachien und Moldowien und wurde 1855 Oberkommandierender der russischen Kräfte auf der Krim. Ab 1856 war er Generalgouverneur von Polen.
- Fürst Alexander Michailowitsch Gortschakow (1798–1883) war ein russischer Diplomat und Staatsmann, Botschafter beim Deutschen Bund und in Österreich-Ungarn, 1856–1882 russischer Außenminister und ab 1863 Staatskanzler.

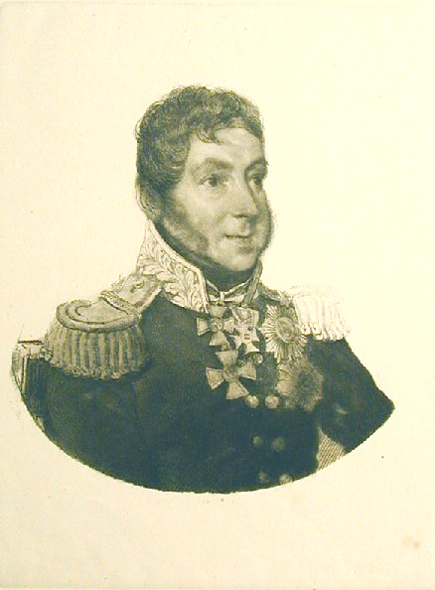
Alexei Iwanowitsch Gortschakow (1769–1817), russischer Kriegsminister
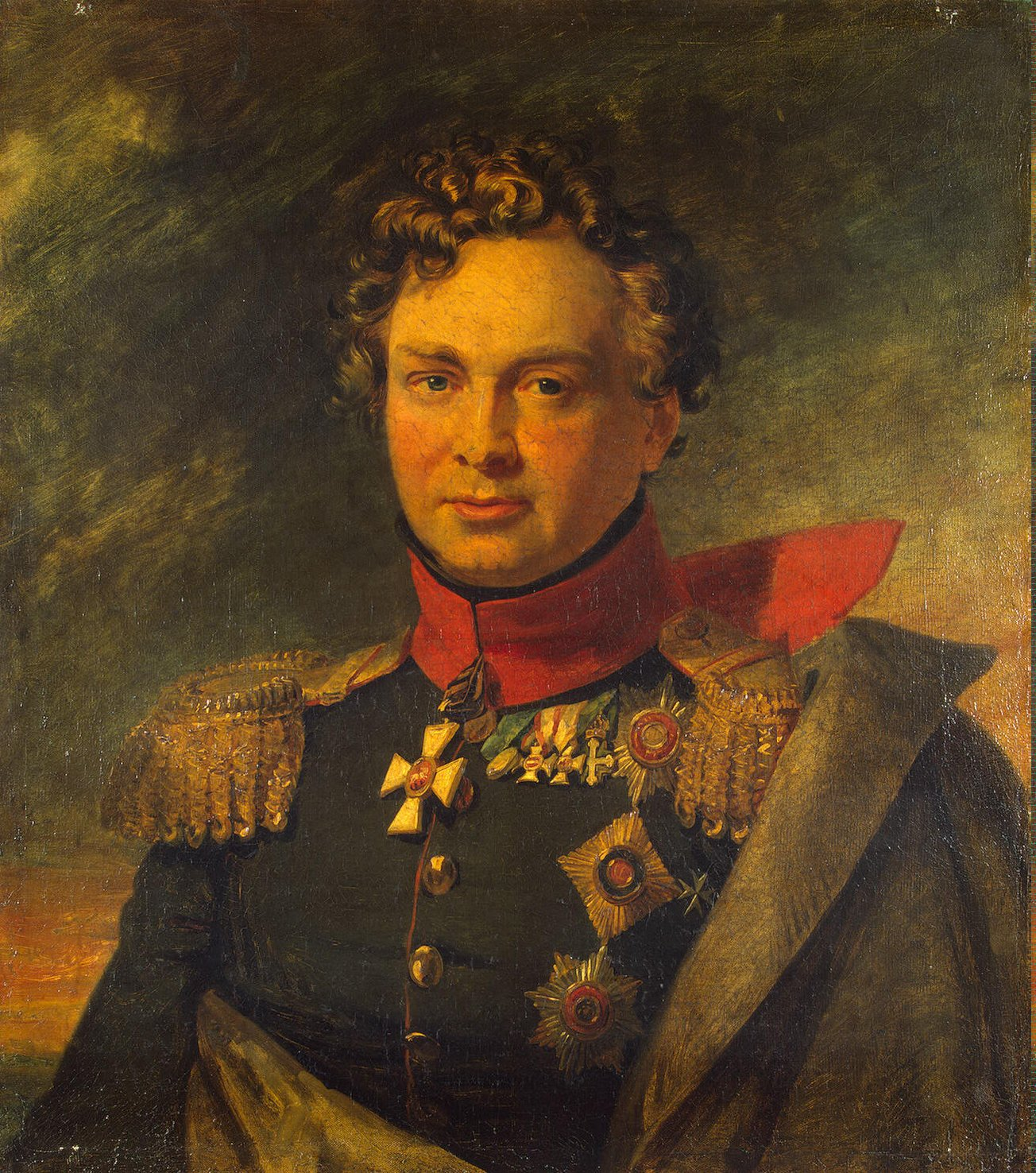
Andrei Iwanowitsch Gortschakow (1779–1855)
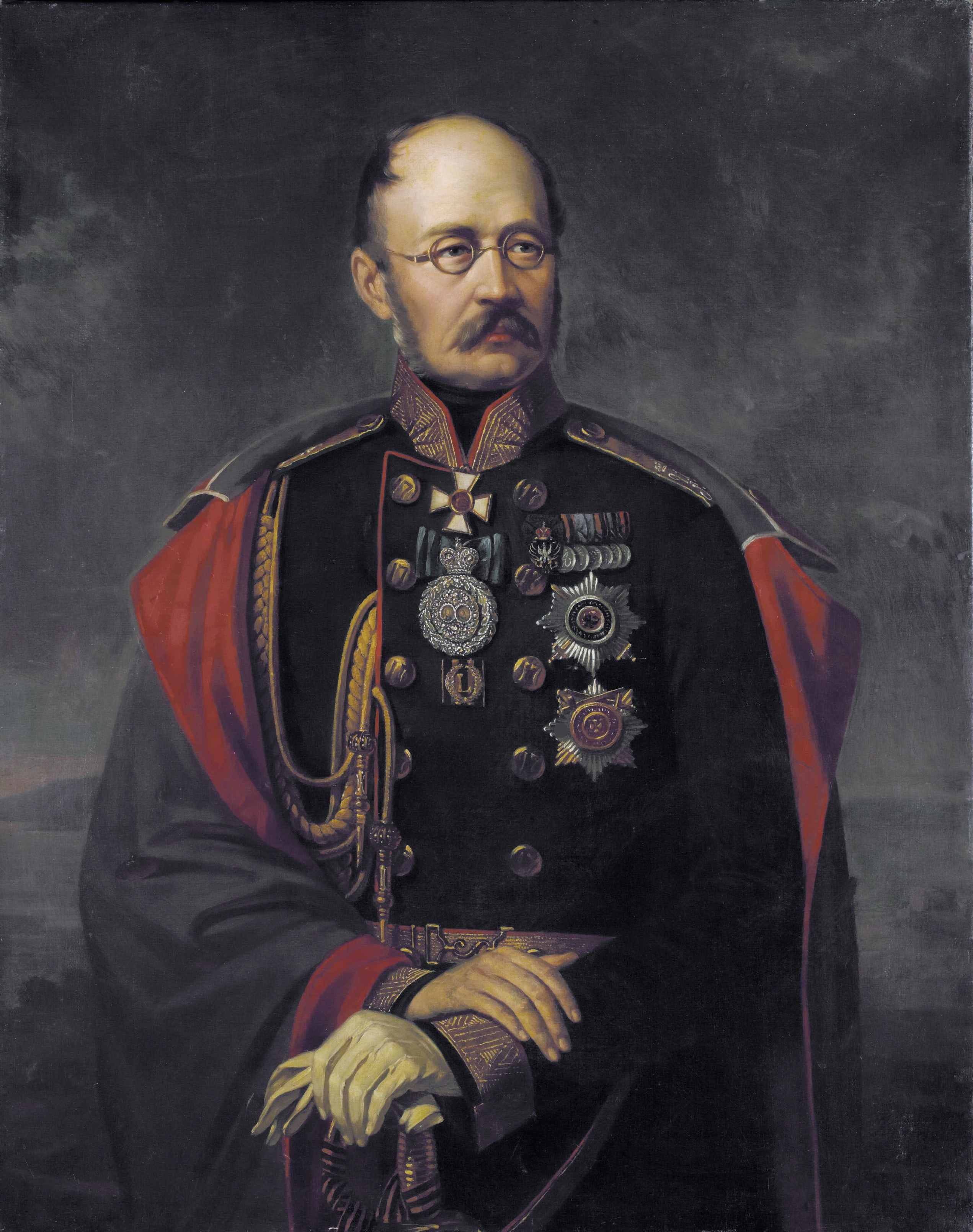
Michail Dmitrijewitsch Gortschakow (1792–1861), Generalgouverneur von Polen
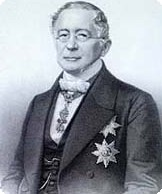
Alexander Michailowitsch Gortschakow (1798–1883), russischer Außenminister und Staatskanzler